# Antharmostes papilio
Antharmostes papilio är en fjärilsart som beskrevs av Louis Beethoven Prout 1912. Antharmostes papilio ingår i släktet Antharmostes och familjen mätare. Inga underarter finns listade i Catalogue of Life.